# Gazameda iredalei
Gazameda iredalei là một loài ốc biển, là động vật thân mềm chân bụng sống ở biển thuộc họ Turritellidae.

## Hình ảnh

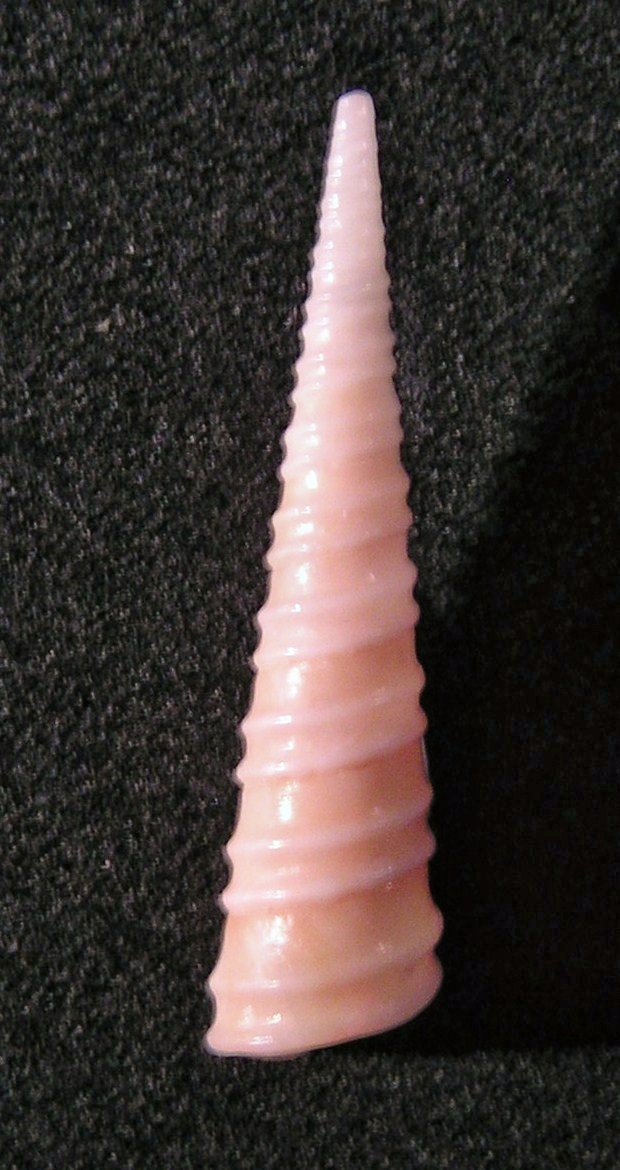